# Eutecti

Sơ đồ pha diễn tả thành phần, nhiệt độ và điểm eutecti

Hệ eutecti là một hỗn hợp của các hợp chất hoặc nguyên tố hóa học mà trong đó có một hợp phần hóa rắn ở nhiệt độ thấp hơn các hợp phần khác trong hỗn hợp đó. Hợp phần này được gọi là thành phần eutecti và nhiệt độ kết tinh này gọi là nhiệt độ eutecti. Trên biểu đồ pha, giao điểm của nhiệt độ eutecti và hợp phần eutecti gọi là điểm eutecti. Không phải tất cả hợp kim hai phần đều có điểm eutecti; ví dụ, đối với hợp kim vàng-bạc, cả nhiệt độ nóng chảy (hóa lỏng) và nhiệt độ đông đặc (hóa rắn) đều tăng một cách đơn điệu khi hỗn hợp thay đổi từ bạc nguyên chất sang vàng nguyên chất.

## Phản ứng eutecti

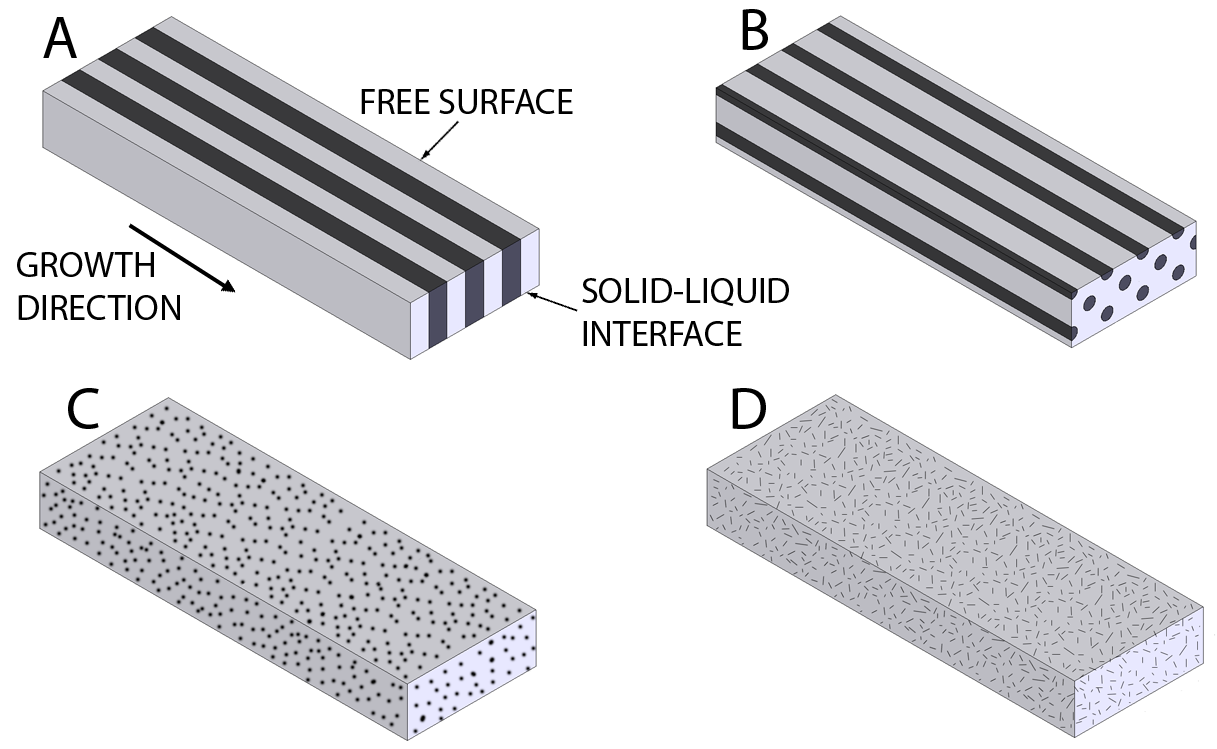
Bốn cấu trúc eutecti: A) tấm B) dạng que C) cầu D) kim.

Phản ứng eutecti được biểu diễn như sau:
{\displaystyle {\text{Liquid}}{\xrightarrow[{\text{cooling}}]{\text{eutectic temperature}}}\alpha \,\,{\text{solid solution}}+\beta \,\,{\text{solid solution}}}
Loại phản ứng này là một phản ứng bất biến, bởi vì nó diễn ra trong môi trường cân bằng nhiệt; một cách khác để xác định phản ứng này là năng lượng tự do Gibbs bằng không. Rõ ràng điều này có nghĩa là chất lỏng và hai dung dịch rắn cùng tồn tại ở cùng lúc và ở dạng cân bằng hóa học.
Việc tạo ra chất rắn có cấu trúc lớn từ phản ứng eutecti phụ thuộc vào một vài yếu tố. Yếu tố quan trọng nhất là làm thế nào hai dung dịch rắn cấu tạo thành hạt nhân và phát triển. Cấu trúc phổ biến nhất là cấu trúc tấm, nhưng các cấu trúc khác có thể tồn bao gồm dạng que, cầu và kim.